# 都電納涼麦酒号
都電納涼麦酒号（とでんのうりょうびーるごう）とは、東京都交通局が都電荒川線にて毎年8月に運行している臨時列車である。
事前に葉書で申し込みをし、当選者のみ乗車ができる。当選者には「都電納涼麦酒号乗車手形」が送付され、当日提示の上、料金を支払う。車内では缶ビール、ソフトドリンクが飲み放題で、おつまみセット付き。また、おつまみの持ち込みは自由である。

## その他
- 2008年は映画「次郎長三国志」とタイアップし、「都電･次郎長麦酒号」として運行した。